# Bruinhart (hout)

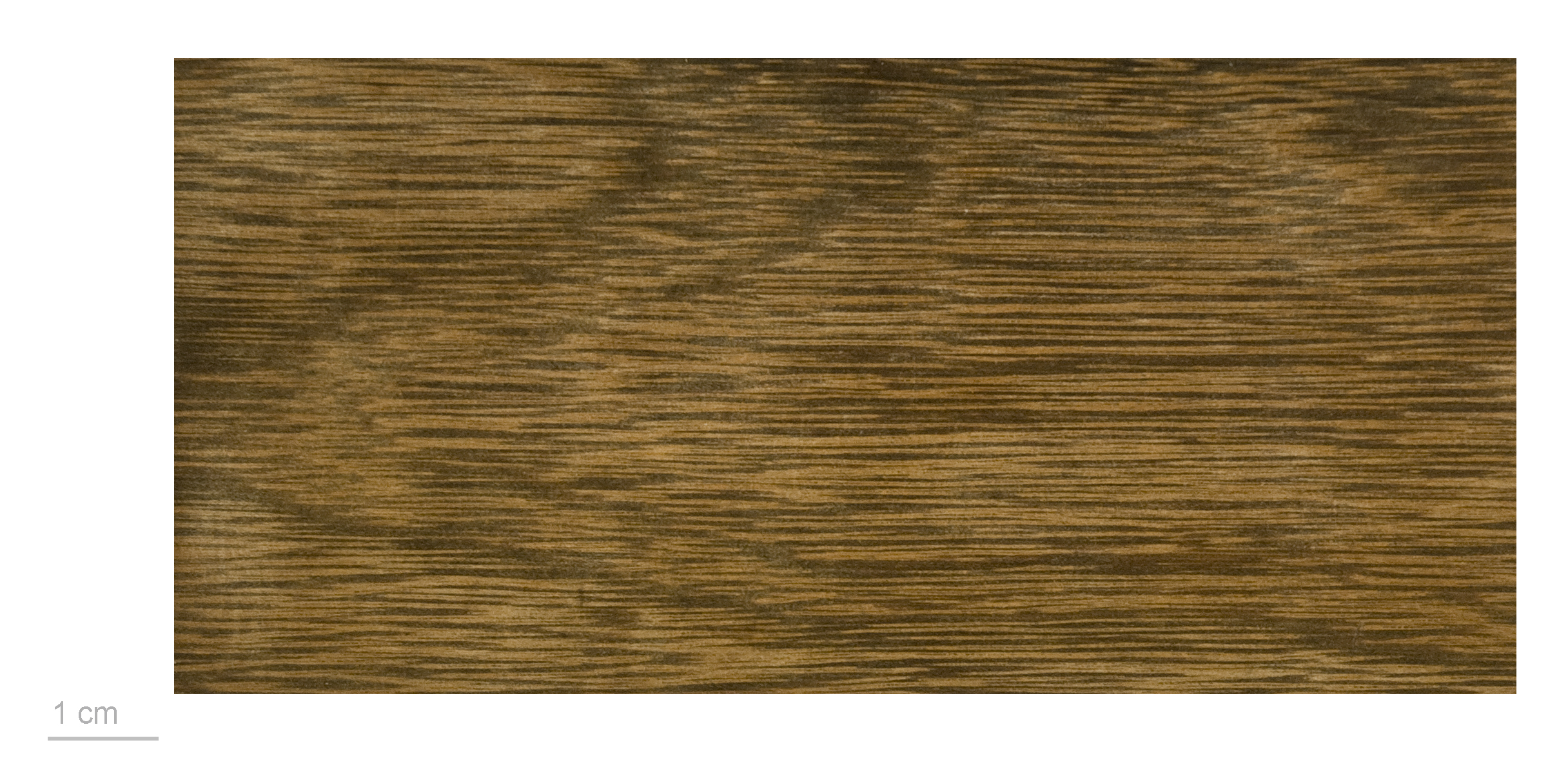
Bruinhart, dosse vlak

Bruinhart is, of was, een harde, zware en duurzame houtsoort die geschikt is voor decoratieve toepassingen. In de wederopbouw, na de Tweede Wereldoorlog, was dit een van de houtsoorten uit Suriname waarvan het gebruik aangemoedigd werd (omdat dit niet ten koste ging van buitenlandse deviezen). De boomsoort komt echter voor in een veel groter gebied, en het hout zou dus ook uit allerlei andere landen aangevoerd kunnen worden (Brazilie: acapu; internationaal: wacapou). Ondertussen is de boomsoort zo zeldzaam geworden dat dit hout slechts sporadisch wordt aangeboden: het zal vooral plaatselijk gebruikt worden.
Het hout is rood- tot donkerbruin van kleur, met afstekend licht gekleurd parenchym. Het hout is recht van draad, soms iets golvend, met een grove nerf. Het hout is behoorlijk zwaar: gedroogd hout zal maar net blijven drijven. Het is heel duurzaam, vooral goed bestendig tegen schimmels.
Het hout is voor zo'n zware soort tamelijk goed (machinaal) te bewerken en zeer mooi af te werken. Het wordt voornamelijk decoratief (draaiwerk, meubelen, etc.) gebruikt, maar ook voor vloeren.
Het is niet helemaal duidelijk of het hout uitsluitend wordt geleverd door Vouacapoua americana, of ook door de andere soorten in ditzelfde geslacht (alleen die eerste komt in Suriname voor). 